# Léonie Sazias
Léonie Sazias, née le 27 juillet 1957 à Rotterdam et morte le 3 octobre 2022 à Hilversum, est une femme politique néerlandaise.

## Biographie
Léonie Sazias naît le 27 juillet 1957 à Rotterdam.
Dans les années 1980, elle est la présentatrice de l'émission TopPop, où elle interview des artistes tels que Toto, The Bangles, Alison Moyet, Robert Smith, et Demis Roussos.
Membre du parti 50PLUS, elle siège à la Seconde Chambre des États généraux de 2017 à 2021.
Léonie Sazias meurt d'un cancer du côlon le 3 octobre 2022, à l'âge de 65 ans.